# Perlona
Perlona ist eine Weißweinsorte. Sie ist eine Neuzüchtung zwischen Bicane x Muscat d’Hamburg.  Damit wäre Perlona direkt mit der bekannten Tafeltraube Italia  verwandt. Die Kreuzung erfolgte im Jahre 1911 in Rom durch den Züchter Alberto Piròvano. In einem 1925 veröffentlichten Artikel wurde statt des Muscat de Hambourg die Sorte Muscat Madresfield Court als Vatersorte angegeben. Perlona zählt zu den bekannteren Tafeltraubensorten.
In Italien ist ihr Anbau in den Regionen Venetien und Sardinien zugelassen.
Siehe auch den Artikel Weinbau in Italien sowie die Liste von Rebsorten.
Abstammung: Bicane x Muscat de Hambourg

## Synonyme
Die Rebsorte Perlona ist auch unter den Namen I.P. 54, Muscat perlona und Pirovano 54 bekannt.

## Ampelographische Sortenmerkmale
In der Ampelographie wird der Habitus folgendermaßen beschrieben:
- Die Triebspitze ist offen. Sie ist wollig behaart. Die gelblich-grünen Jungblätter sind spinnwebig behaart.
- Die mittelgroßen Blätter sind fünflappig und mäßig gebuchtet (siehe auch den Artikel Blattform). Die Stielbucht ist lyren- förmig offen. Das Blatt ist stumpf gezahnt. Die Zähne sind im Vergleich zu anderen Rebsorten mittelweit gesetzt.
- Die walzen- bis spitz kegelförmige Traube ist groß, langgezogen und lockerbeerig. Die länglichen Beeren sind groß bis sehr groß und von weißlicher Farbe. Die Schale der Beere ist dick. Das knackige Fruchtfleisch verfügt über ein kaum wahrnehmbares Muskataroma.

Die Sorte reift ca. 35 -40 Tage nach dem Gutedel und gilt somit als sehr spätreifend. Perlona ist eine Varietät der Edlen Weinrebe (Vitis vinifera). Sie besitzt zwittrige Blüten und ist somit selbstfruchtend. Beim Weinbau wird der ökonomische Nachteil vermieden, keinen Ertrag liefernde, männliche Pflanzen anbauen zu müssen.